# Csém, Komárom-Esztergom
Csém  este un sat în districtul Komárom, județul Komárom-Esztergom, Ungaria, având o populație de 427 de locuitori (2011). 

## Demografie
Componența etnică a satului Csém
     Maghiari (100%)
Componența confesională a satului Csém
     Romano-catolici (52,22%)
     Fără religie (16,39%)
     Reformați (5,62%)
     Greco-catolici (1,64%)
     Necunoscută (24,12%)
Conform recensământului din 2011, satul Csém avea 427 de locuitori. Din punct de vedere etnic, majoritatea locuitorilor (100,0%) erau maghiari.  Din punct de vedere confesional, majoritatea locuitorilor (52,22%) erau romano-catolici, existând și minorități de persoane fără religie (16,39%), reformați (5,62%) și greco-catolici (1,64%). Pentru 24,12% din locuitori nu este cunoscută apartenența confesională.